# Tre Grazie (Canova)
Le Tre Grazie è il nome assegnato a due gruppi scultorei di Antonio Canova, realizzati tra il 1812 e il 1817 e ritraenti tre dee della mitologia greca: Aglaia, Eufrosine e Talia. Ne esistono due versioni: la prima è conservata al Museo dell'Ermitage di San Pietroburgo, mentre una sua replica successiva è diventata patrimonio condiviso del Victoria & Albert Museum di Londra e delle National Galleries of Scotland di Edimburgo. Il gesso di quest'opera viene conservato presso la Gipsoteca canoviana di Possagno, città natale dello scultore.

## Storia
Fu Giuseppina di Beauharnais, la prima moglie di Napoleone Bonaparte, a invitare Antonio Canova ad iniziare il gruppo scultoreo raffigurante le Tre Grazie, come emerge in una lettera del 1812 in cui Giuseppe Bossi scrisse allo scultore di avere «sentito il vociferare che tu debba fare per questa Signora [la Beauharnais] un gruppo delle tre Grazie». La Beauharnais, tuttavia, non vide mai il gruppo, siccome Canova, che già nel 1813 si rammaricava di non poterle mostrare almeno un disegno, ultimò le Tre Grazie nel 1817, dopo la morte di lei (avvenuta nel maggio del 1814).

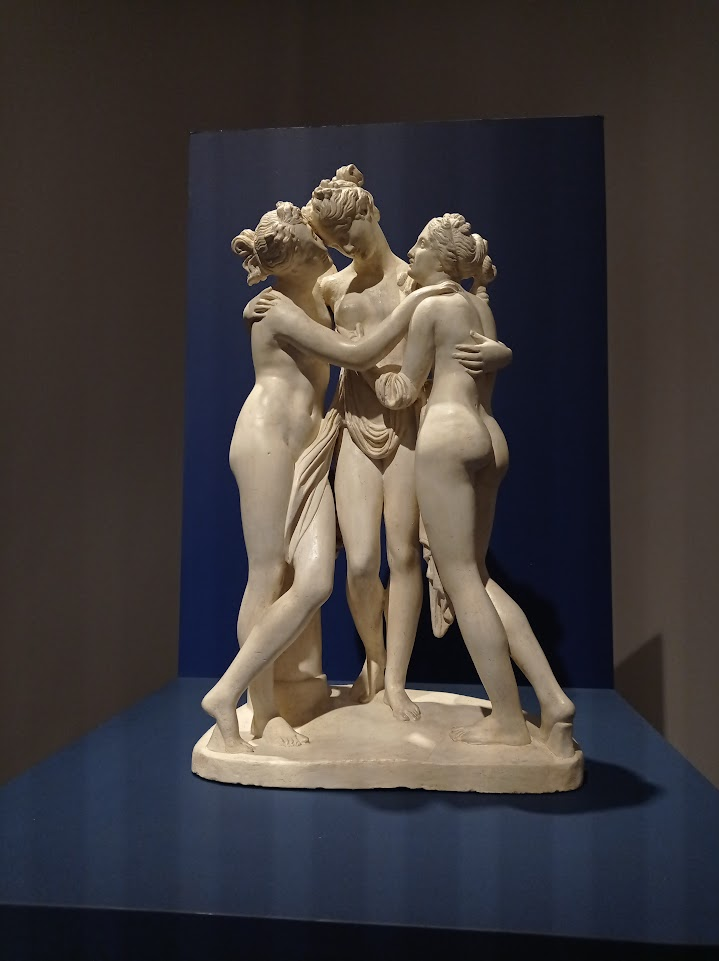
Le Tre Grazie al palazzo Baldeschi al Corso, Perugia. luglio 2022.

L'opera riscosse uno sfolgorante successo. Due persone in particolare, furono particolarmente prodighe di complimenti verso lo scultore. Il primo era John Russell, VI duca di Bedford, che colpito dalla bellezza del marmo, tentò di acquistarlo: l'opera, tuttavia, fu reclamata da Eugenio di Beauharnais (figlio di primo letto di Giuseppina) e trasportata in Russia, per poi entrare nel 1901 nelle collezioni del museo dell'Ermitage (dove si trova tuttora). Il duca fu pertanto costretto a richiederne una seconda redazione, completata dal Canova nel 1817 e prontamente ricollocata nella sua residenza di campagna, Woburn Abbey (oggi è esposta al Victoria and Albert Museum di Londra). A risentire della leggiadra e morbida sensualità delle Tre Grazie fu anche il poeta Ugo Foscolo, autore per l'appunto di un carme Alle Grazie, dedicato al Canova:
(U. Foscolo, Le Grazie, Inno primo)
Esistono pertanto due versioni delle Tre Grazie e di seguito riportiamo una tabella riepilogativa per darne le informazioni principali:
| Anno      | Stato       | Città           | Museo                      | Committente                      |
| --------- | ----------- | --------------- | -------------------------- | -------------------------------- |
| 1812-1816 | Russia      | San Pietroburgo | Museo dell'Ermitage        | Giuseppina di Beauharnais        |
| 1814-1817 | Regno Unito | Londra          | Victoria and Albert Museum | John Russell, VI duca di Bedford |

## Descrizione

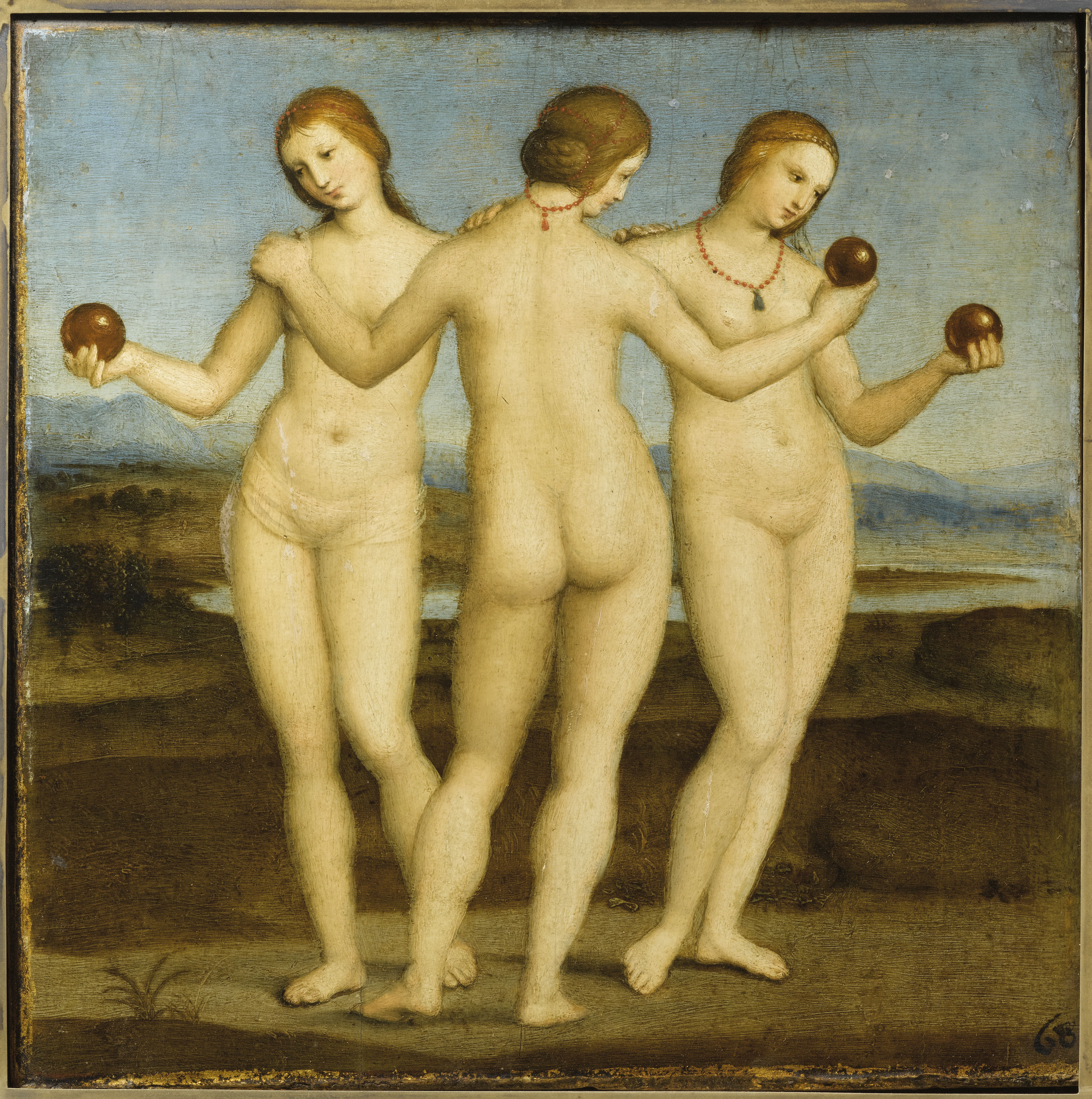
Raffaello Sanzio, Le tre Grazie (tra il 1504 e il 1505); olio su pannello, 17×17 cm, Musée Condé

In quest'opera Canova riprende il soggetto d'ispirazione mitologica delle Grazie figlie di Zeus, Aglaia, Eufrosine, e Talia, le tre divinità benefiche che diffondevano splendore, gioia e prosperità nel mondo umano e naturale. Si trattava, pertanto, di un soggetto che ben si adattava alla volontà di Canova di voler riprodurre in scultura l'ideale di una bellezza serenatrice femminile riprendendo l'esempio della statuaria classica, in perfetto allineamento con le teorie neoclassiche promosse da Johann Joachim Winckelmann. Il principio estetico perseguito dal Canova, d'altronde, è riflesso in maniera quasi subliminale nell'etimologia stessa del termine «grazia», dal latino gratia a sua volta derivato da gratus «gradito; riconoscente».

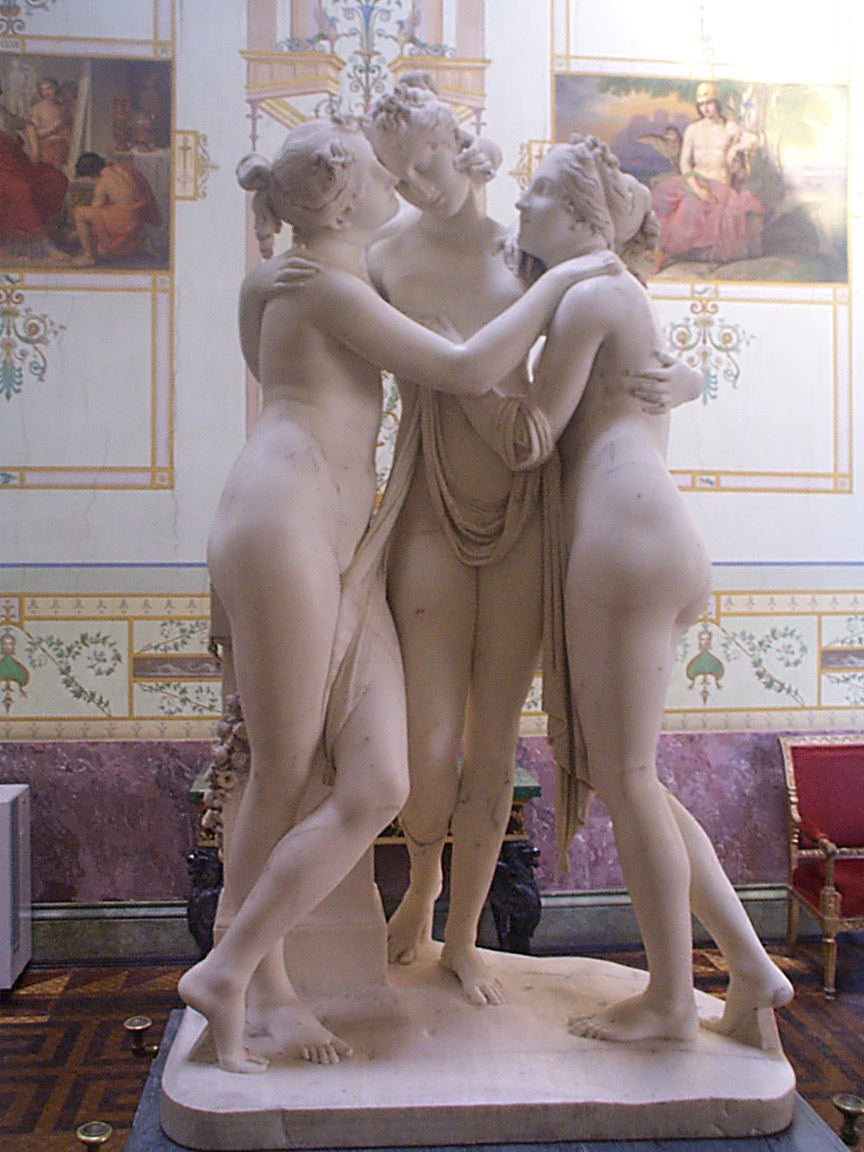
Antonio Canova, le Tre Grazie dell'Ermitage di San Pietroburgo

Il gruppo scultoreo descritto d'ora innanzi è quello custodito al Victoria and Albert Museum di Londra, siccome è quello in migliore stato di conservazione: le due opere, tuttavia, differiscono solo per alcuni piccoli, ininfluenti particolari. Le tre Grazie sono raffigurate nella loro posizione più canonica, ovvero quella in cui sono mostrate ritte in piedi e avvinghiate in un intimo abbraccio: nessuna delle tre figure dà del tutto le spalle allo spettatore, differentemente da come avvenne in una tavola di Raffaello Sanzio probabilmente conosciuta dal Canova. I loro volti, infatti, sono tutti di profilo: nel punto canonico di visione (ortogonale, ovvero "davanti" alla scultura), la Grazia al centro è vista frontalmente, quella di destra è colta quasi di spalle e quella di sinistra, infine, rivolge il fianco allo spettatore. Il senso di unione dettato dall'abbraccio della figura centrale è rafforzato da un morbido velo che, ricalando dal braccio della Grazia di destra, cinge le tre fanciulle celandone parzialmente le nudità.
Oltre che nella consistenza quasi tattile del velo marmoreo, il virtuosismo di Canova si manifesta anche nelle fluenti capigliature delle tre Grazie, che presentano tutte un'elaborata acconciatura raccolta in nodi sulla nuca e in ciocche minutamente arricciolate, e nell'applicazione di una patina per imitare il calore rosato dell'incarnato. L'unico ornamento ambientale presente nella scultura, infine, è una colonna dorica sulla sinistra, utile base d'appoggio per le tre fanciulle.